# Живовлякови
Живовлякови (Plantaginaceae) е семейство двусемеделни растения, включващо 94 рода и около 1900 вида. Най-многоброен е род Великденче (Veronica), представен от около 450 вида.
Семейството принадлежи към разред Lamiales. Разпространено е из цял свят, но се среща най-вече в умерените области. Включва билки, храсти, както и няколко водни растения с корени. Структурата и формата на цветовете на видовете от това семейство може да бъде много променлива. Някои родове са с 4 чашелистчета и 4 венчелистчета, докато други са 5-8-делни. Цветовете на повечето родове са полисиметрични. Венчето често е двуустно, а плодът е капсула.

## Родове
| - Acanthorrhinum - Achetaria - Adenosma - Albraunia - Anarrhinum - Angelonia - Antirrhinum - Aragoa - Asarina - Bacopa - Basistemon - Benjaminia - Besseya - Bougueria - Brookea - Bryodes - Bythophyton - Callitriche - Campylanthus - Chaenorhinum - Chelone - Chionophila - Cochlidiosperma - Collinsia - Conobea - Cymbalaria - Darcya - Deinostema - Derwentia - Detzneria - Digitalis - Dintera - Dizygostemon - Dopatrium - Ellisiophyllum - Encopella - Epixiphium - Erinus - Galvezia - Gambelia - Geochorda - Globularia - Gratiola - Hebe - Hemianthus - Hemiphragma - Herpestis - Hippuris - Holmgrenanthe - Holzneria - Hydrotriche - Hydrotrida - Ildefonsia - Kashmiria - Keckiella - Kickxia - Lagotis - Leiostemon - Leptandra - Leucospora - Limnophila - Linaria - Lindenbergia - Littorella - Lophospermum - Lunellia - Mabrya - Maurandya - Mecardonia - Melosperma - Micranthemum - Microcarpaea - Misopates - Mohavea - Monopera - Monttea - Neogaerrhinum - Neopicrorhiza - Nothochelone - Nuttallanthus - Odicardis - Otacanthus - Ourisia - Paederota - Paederotella - Pagesia - Parahebe - Pennellianthus - Penstemon - Plantago - Psammetes - Pseudolysimachion - Rehmannia - Rhodochiton - Russelia - Sairocarpus - Schistophragma - Scoparia - Scrofella - Sibthorpia - Stemodia - Synthyris - Tetranema - Tonella |